# Zoran Maroević
Zoran Maroević (u srp. tekstovima Зоран Маројевић, pogrešno pisan s "j"), Matulji, 27. travnja 1942. − Beograd, 24. travnja 2019.), srpski košarkaš hrvatskog podrijetla, živio i radio u Srbiji.

## Životopis
Rodio se u Matuljima. Obitelj mu potječe iz Starog Grada na otoku Hvaru. S obitelji je 1952. godine odselio u Osijek. Igrao je za jugoslavensku košarkašku reprezentaciju od 1965. do 1971. godine ukupno 112 utakmica. Na Olimpijskim igrama u Meksiku 1968. godine osvojio je s reprezentacijom srebrno odličje. Umro je u Beogradu.
Prije košarke bavio se je vaterpolom i rukometom.

## Vanjske poveznice
- Sports-reference  Arhivirana inačica izvorne stranice od 8. listopada 2015. (Wayback Machine) (eng.)

- FIBA (eng.)
- Dead obituary  Arhivirana inačica izvorne stranice od 12. ožujka 2021. (Wayback Machine) (eng.)